# 托马斯·阿德勒
托马斯·阿德勒（德語：Thomas Adler；1965年1月23日—）是一名退役德国足球运动员。在阿德勒的职业生涯中，他在德甲联赛中一共出场19次。